# USS LST-358
O USS LST-358 foi um navio de guerra norte-americano da classe LST que operou durante a Segunda Guerra Mundial.